# Joseph Helffrich
Joseph Helffrich född 12 januari 1890 i Mannheim, Baden, död 26 december 1971, var en tysk astronom. Han var verksam i Heidelberg.
Han upptäckte totalt 13 asteroider, mellan 1909 och 1911.
Han har fått asteroiden 2290 Helffrich uppkallad efter sig.

## Asteroider upptäckta av Helffrich
| 697 Galilea     | 14 februari 1910 |
| 698 Ernestina   | 5 mars 1910      |
| 699 Hela        | 5 juni 1910      |
| 700 Auravictrix | 5 juni 1910      |
| 701 Oriola      | 12 juli 1910     |
| 702 Alauda      | 16 juli 1910     |
| 706 Hirundo     | 9 oktober 1910   |
| 708 Raphaela    | 3 februari 1911  |
| 709 Fringilla   | 3 februari 1911  |
| 713 Luscinia    | 18 april 1911    |
| 714 Ulula       | 18 maj 1911      |
| 2056 Nancy      | 15 oktober 1909  |
| 3861 Lorenz     | 30 mars 1910     |